# Гоммердінген
Гоммердінген (нім. Hommerdingen) — громада в Німеччині, розташована в землі Рейнланд-Пфальц. Входить до складу району Бітбург-Прюм. Складова частина об'єднання громад Зюдайфель.
Площа — 2,04 км2. Населення становить 76 ос. (станом на 31 грудня 2020).

## Галерея

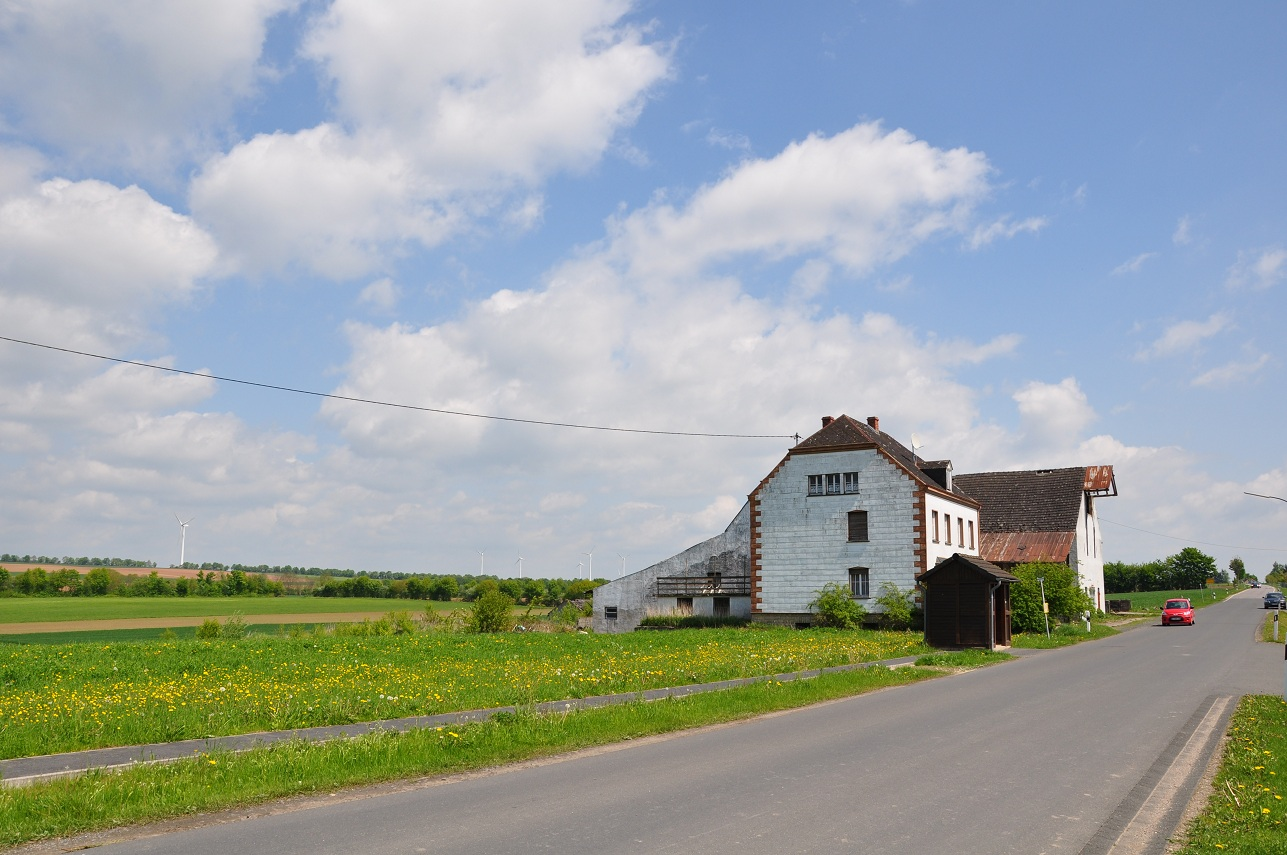